# Primera batalla de Caloocan
La primera batalla de Caloocan fue una batalla librada en las primeras etapas de la guerra filipino-estadounidense.

## Antecedentes
Tras la batalla de Manila el 4–5 de febrero de 1899, Las fuerzas filipinas que habían sido expulsadas de una posición fuerte en la cordillera de Santa Mesa al norte de la Ciudad se reagruparon en Caloocan a unas 12 millas al norte de Manila.: 56  El general Arthur MacArthur quería atacar de inmediato, pero el general Elwell Otis lo instó a retrasar unos días para dar tiempo a que los refuerzos se desplazaran a su posición y que las fuerzas filipinas se concentraran en el bolsillo Caloocan.: 56–57 

## Batalla

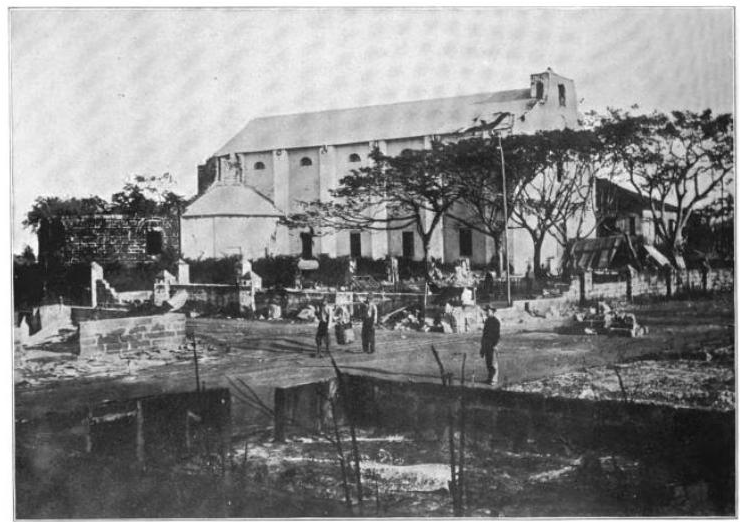
Foto de la iglesia de Caloocan y el resultado, por P. Fremont Rockett, fotógrafo del 20.º Regimiento de Kansas, que escribió "Lo que una vez fue una ciudad próspera, en pocos minutos desapareció"

A las 4 p. m. del 10 de febrero, después de tres horas de bombardeo preparatorio por la batería de Utah de la 6.ª artillería y fuego naval del USS Charleston y el USS Monadnock, la 1.ª brigada de MacArthur bajo el general Harrison G. Otis comenzó el ataque terrestre y abatió a las fuerzas filipinas defensoras.: 57  Después de una lucha corta y cruel en la iglesia de la ciudad,: 57  las fuerzas filipinas se retiraron hacia Malolos, la capital de la Primera República Filipina.

## Resultado
La captura de Caloocan dejó a las fuerzas estadounidenses bajo el control del terminal sur del ferrocarril de Manila a Dagupan, junto con cinco motores, cincuenta vagones de pasajeros y cien vagones de mercancías.: 57  Después de consolidar el control de Caloocan, el próximo objetivo obvio para las fuerzas estadounidenses sería la capital filipina de Malolos. Sin embargo, el general Otis demoró casi un mes con la esperanza de que las fuerzas filipinas se desplieguen en su defensa.: 92 
El coronel W. S. Metcalfe fue acusado más tarde por algunos de sus hombres de haber sido responsable del tiroteo de prisioneros desarmados en esta batalla. El general de brigada Frederick Funston fue acusado de interferir con la investigación. Metcalfe negó los cargos ante un comité del Congreso, que incluyó a Porter J. McCumber.
Unas semanas más tarde, se produjo la segunda batalla de Caloocan.